# Adil Giráj krími kán
Adil Giráj (krími tatár: Adil Geray, عادل كراى), (1617 – 1672) krími tatár kán. Ő volt az egyetlen, aki nem a Giráj dinasztia főágából, hanem egy törvénytelen mellékágból jutott el a káni méltóságig.

## Élete
Adil édesapja, Devlet Csoban-Giráj (vagy Musztafa) I. Fetih Giráj kán törvénytelen fia volt, akit Fetih soha nem ismert el magáénak. Azonban később III. Mehmed kán elismerte Musztafát a káni dinasztia tagjának, és a Devlet Giráj nevet adva neki, núreddinjává tette. Musztafa gyermekei, Kul Boldu és Csul Boldu is új nevet kaptak, Fetih és Adil Giráj lettek. Devlet a törökök elleni harcban halt meg 1625-ben. Adil bátyja, Fetih IV. Mehmed núreddinja volt 1641 és 1644 között.
Mikor az oszmán szultán 1666-ban Adilt nevezte új krími kánná, a Giráj família sok tagja felháborodott, mert nem ismerték el őt a dinasztia jogos képviselőjének. Az új kán Fetih bátyja fiait, Devletet és Gázit nevezte ki kalgának és núreddinnek.
Az első adóemelésnél a Sirin klán fellázadt és Adil kénytelen volt a törökökhöz fordulni segítségért.
Adil a zaporozsjei kozákok hetmanjával, Petro Szuhovijjal kötött védelmi szövetséget, a tatárok a lengyelek ellenében segítenek a kozákoknak, míg azok a Krím függetlenségi törekvéseit támogatták volna.
1671-ben a szultán leváltotta Adilt és I. Szelimet ültette a káni trónra. Adilt Karin-Abad (ma Karnobat Bulgáriában) városába küldte, ahol a következő évben meghalt.

## Fordítás
Ez a szócikk részben vagy egészben  a(z)   Адиль Герай című orosz Wikipédia-szócikk ezen változatának fordításán alapul.  Az eredeti cikk szerkesztőit annak laptörténete sorolja fel. Ez a jelzés csupán a megfogalmazás eredetét és a szerzői jogokat jelzi, nem szolgál a cikkben szereplő információk forrásmegjelöléseként.
| Előző uralkodó: IV. Mehmed Giráj | Krími kán 1666 – 1671 | Következő uralkodó: I. Szelim Giráj |